# Canasta
A canasta ("cesto" em espanhol), que no Brasil é também chamada de canastra ou tranca, é um jogo de cartas da família de jogos do mexe-mexe, que se acredita ser uma variação do 500 Rum. Apesar de existirem muitas variações pra dois, três, cinco ou seis jogadores, é mais comum ser jogada por quatro jogadores organizados em duas duplas, com dois baralhos padrão de cartas. Os jogadores tentam fazer as sequências de sete cartas do mesmo naipe e "bater", jogando todas as cartas que tem na mão. É o único jogo de parcerias da família de jogos mexe-mexe que alcançou o status de clássico.
O jogo de Canasta foi criado por Segundo Santos e Alberto Serrato em Montevidéu, Uruguai, em 1939. Nos anos 1940 o jogo espalhou-se na forma de milhares de variações para o Chile, Peru, Brasil e Argentina, onde suas regras foram refinadas antes de ser introduzidos nos Estados Unidos em 1949 por Josefina Artayeta de Vel (Nova Iorque), onde ele era chamado de Argentine Rummy por Ittilie H. Reilly em 1949 e Michael Scully da Coronet magazine em 1953. Em 1949/1951 o Regency Club de Nova Iorque escreveu as Official Canasta Laws ("Leis Oficiais de Canasta"), que foram publicadas junto com especialistas do jogo da América do Sul pela National Canasta Laws Commissions dos EUA e Argentina. O jogo rapidamente se tornou um sucesso nos anos 1950 gerando uma avalanche de vendas de baralhos, suportes de baralhos e livros sobre o assunto.